# Catocala lucasi
Catocala lucasi là một loài bướm đêm trong họ Erebidae.